# نايجل أبوت
نايجل أبوت (بالإنجليزية: Nigel Abbott)‏ (ولد في 29 مارس 1920 في أستراليا، وتوفي في 13 نوفمبر 2011 في هوبارت في أستراليا). هو طبيب وسياسي أسترالي نشط في الحزب الليبرالي الأسترالي. انتخب عضو مجلس نواب تسمانيا عن دائرة دنيسون ‏ (2 مايو 1964 – 22 أبريل 1972).

## الحياة الشخصية
وُلد نايجل أبوت في بلدة كلونز بالقرب من بالارات في فيكتوريا. انتقل إلى تسمانيا مع أسرته عندما بدأ والده ممارسة مهنته الطبية في وادي هون. تلقى تعليمه في مدرسة ثانوية عامة في جيفستون، ثم في مدرسة هتشينز الأنجليكانية الخاصة في هوبارت، وأكمل تعليمه الثانوي في كلية سانت بيتر، أديلايد في عام 1937. 
سار أبوت على نهج والده في دراسة الطب، فدرس السنة الأولى لشهادة الطب في جامعة تسمانيا قبل أن ينتقل إلى جامعة أديلايد في جنوب أستراليا، حيث تخرج من بكالوريوس الطب والجراحة عام 1944. وأثناء دراسته، لعب ست مباريات كرة القدم الاسترالية لصالح نادي جنوب أديلايد لكرة القدم في رابطة جنوب أستراليا الوطنية لكرة القدم.